# Vonnis in binaire code
Vonnis in binaire code is een sciencefictionverhaal geschreven door de Brit Christopher Priest in 1971. Het werd origineel onder de titel Sentence in binairy code uitgegeven in 1974 in de verzamelbundel Real-Time World. In het Nederlandse taalgebied verscheen het in de bundel Vuurstorm bij Born NV Uitgeversmaatschappij in de serie Born SF (1978).  

## Het verhaal
Joseph Turatsky is politiek gevangene en wordt naar Correctieve Therapie gezonden in een gevangenis op Groenland. De wijze waarop de therapie plaatsvindt bestaat uit het loskoppelen van lichaam en geest. Het lichaam wordt in de vrieskou bewaard, de geest wordt opgeslagen in een enorm computersysteem. De geest kan in de computerruimte contact leggen met medegevangene. Totdat Turatsky arriveert heeft niemand uit deze bijzonder gevangenis weten te ontsnappen. Turatsky gaat er echter van uit dat er ontsnappingsmogelijkheden zijn in alle gevangenissen. Hij vindt een manier. Hij moet al zijn gedachten inzetten als pure propaganda voor de regering die hem heeft opgesloten. Door deze techniek toe te passen, weet hij het strafproces om te draaien en zijn lichaam weer te bereiken en verder te leven. 